# Proprioseiopsis biologicus
Proprioseiopsis biologicus är en spindeldjursart som beskrevs av Lofego, Demite och Moraes 2009. Proprioseiopsis biologicus ingår i släktet Proprioseiopsis och familjen Phytoseiidae. Inga underarter finns listade i Catalogue of Life.